# 390
- Wikisource

| Calendário gregoriano                                                        | 390 CCCXC                       |
| Ab urbe condita                                                              | 1143                            |
| Calendário arménio                                                           | -162 – -161                     |
| Calendário bahá'í                                                            | -1454 – -1453                   |
| Calendário budista                                                           | 934                             |
| Calendário chinês                                                            | 3086 – 3087                     |
| Calendário copta                                                             | 106 – 107                       |
| Calendário etíope                                                            | 382 – 383                       |
| Calendários hindus - Vikram Samvat - Calendário nacional indiano - Cáli Iuga | 445 – 446 311 – 312 3490 – 3491 |
| Calendário Holoceno                                                          | 10390                           |
| Calendário islâmico                                                          | 239 BH – 238 BH                 |
| Calendário judaico                                                           | 4150 – 4151                     |
| Calendário persa                                                             | 232 BP – 231 BP                 |
| Calendário rúnico                                                            | 640                             |
| Calendário solar tailandês                                                   | 933                             |

390 (CCCXC, na numeração romana) foi um ano comum do século IV que começou numa terça-feira, segundo o calendário juliano.  Segundo o horóscopo chinês, foi o ano do Tigre.
| Ano completo                         |
| ------------------------------------ |
| Ano comum com início à segunda-feira |